# Nhiệm vụ bất khả thi (loạt phim)
Nhiệm vụ bất khả thi hay Điệp vụ bất khả thi (tựa gốc tiếng Anh: Mission: Impossible) là một loạt phim về điệp viên hành động của Mỹ dựa trên và là phần tiếp theo của loạt phim truyền hình cùng tên do Bruce Geller tạo ra. Bộ phim chủ yếu được sản xuất bởi Tom Cruise trong vai Ethan Hunt, một đặc vụ của Lực lượng Nhiệm vụ Bất khả thi (Impossible Missions Force - IMF), trong suốt 30 năm sự nghiệp của anh ấy. Các bộ phim đã được đạo diễn, viết kịch bản và chấm điểm từ các nhà làm phim và đoàn làm phim khác nhau, đồng thời kết hợp các chủ đề âm nhạc từ loạt phim gốc của Lalo Schifrin.
Bắt đầu từ năm 1996, các bộ phim (diễn ra bắt đầu từ sáu năm sau các sự kiện của loạt phim truyền hình tiếp theo trước đó) theo các nhiệm vụ của nhóm thực địa chính của IMF dưới sự lãnh đạo của Hunt để ngăn chặn một lực lượng kẻ thù trong khi ngăn chặn một thảm họa toàn cầu sắp xảy ra. Bộ phim tập trung vào Hunt là nhân vật chính thay vì cấu trúc dàn diễn viên chung của bộ phim truyền hình, mặc dù một số nhân vật, chẳng hạn như Luther Stickell (do Ving Rhames thủ vai) và Benji Dunn (do Simon Pegg thủ vai) có vai trò định kỳ trong phim.
Loạt phim đã nhận được sự đón nhận tích cực từ các nhà phê bình cũng như khán giả, và là loạt phim có doanh thu cao thứ 16 mọi thời đại, với tổng doanh thu trên toàn thế giới là hơn 3,5 tỷ đô la cho đến nay, và thường được coi là một trong những phim hay nhất nhượng quyền thương mại hành động cho đến nay. Bộ phim thứ sáu và gần đây nhất, có tên Nhiệm vụ bất khả thi: Sụp đổ, được phát hành vào ngày 27 tháng 7 năm 2018. Hai bộ phim sắp tới, với tựa đề Nhiệm vụ bất khả thi: Nghiệp báo – Phần 1 và Nhiệm vụ bất khả thi: Nghiệp báo – Phần 2, lần lượt là dự kiến ra mắt vào ngày 14/7/2023 và 28/6/2024.
Tất cả các phim Mission: Impossible đều do Paramount Pictures đồng sản xuất và phát hành và được Hiệp hội Điện ảnh Hoa Kỳ xếp hạng PG-13.

## Danh sách phim
| Phim                                      | Ngày phát hành ở Mỹ  | Đạo diễn              | Biên kịch                                   | Cốt truyện                                  | Nhà sản xuất                                                                      | Trạng thái     |
| ----------------------------------------- | -------------------- | --------------------- | ------------------------------------------- | ------------------------------------------- | --------------------------------------------------------------------------------- | -------------- |
| Nhiệm vụ bất khả thi                      | 22 tháng 5 năm 1996  | Brian De Palma        | David Koepp và Robert Towne                 | David Koepp và Steven Zaillian              | Tom Cruise và Paula Wagner                                                        | Đã phát hành   |
| Nhiệm vụ bất khả thi 2                    | 24 tháng 5 năm 2000  | Ngô Vũ Sâm            | Robert Towne                                | Ronald D. Moore và Brannon Braga            | Tom Cruise và Paula Wagner                                                        | Đã phát hành   |
| Nhiệm vụ bất khả thi III                  | 5 tháng 5 năm 2006   | J. J. Abrams          | J. J. Abrams, Alex Kurtzman và Roberto Orci | J. J. Abrams, Alex Kurtzman và Roberto Orci | Tom Cruise và Paula Wagner                                                        | Đã phát hành   |
| Nhiệm vụ bất khả thi: Chiến dịch bóng ma  | 16 tháng 12 năm 2011 | Brad Bird             | Josh Appelbaum và André Nemec               | Josh Appelbaum và André Nemec               | Tom Cruise, J. J. Abrams và Bryan Burk                                            | Đã phát hành   |
| Nhiệm vụ bất khả thi: Quốc gia bí ẩn      | 31 tháng 7 năm 2015  | Christopher McQuarrie | Christopher McQuarrie                       | Christopher McQuarrie và Drew Pearce        | Tom Cruise, J. J. Abrams, Bryan Burk, David Ellison, Dana Goldberg và Don Granger | Đã phát hành   |
| Nhiệm vụ bất khả thi: Sụp đổ              | 27 tháng 7 năm 2018  | Christopher McQuarrie | Christopher McQuarrie                       | Christopher McQuarrie                       | Tom Cruise, J. J. Abrams, Christopher McQuarrie và Jake Myers                     | Đã phát hành   |
| Nhiệm vụ bất khả thi: Nghiệp báo – Phần 1 | 14 tháng 7 năm 2023  | Christopher McQuarrie | Christopher McQuarrie                       | Christopher McQuarrie                       | Tom Cruise, Christopher McQuarrie, David Ellison, J. J. Abrams và Jake Myers      | Đã phát hành   |
| Nhiệm vụ bất khả thi: Nghiệp báo – Phần 2 | 28 tháng 6 năm 2025  | Christopher McQuarrie | Christopher McQuarrie                       | Christopher McQuarrie                       | Tom Cruise, Christopher McQuarrie, David Ellison, J. J. Abrams và Jake Myers      | Đang quay phim |

### Nhiệm vụ bất khả thi(1996)
Ethan Hunt bị kết tội do đã hạ sát đồng đội của anh trong IMF trong một nhiệm vụ tại Prague và bị cáo buộc đã tiết lộ bí mật chính phủ cho một tay buôn vũ khí lấy tên là "Max". Trong cuộc hành trình, Ethan tìm kiếm kẻ phản bội thực sự và minh oan cho chính bản thân mình. Bộ phim do Brian De Palma đạo diễn.

### Nhiệm vụ bất khả thi 2(2000)
Ethan gửi tên trộm quốc tế Nyah Nordoff-Hall làm điệp viên do thám kẻ phản bội IMF, và cũng là người yêu cũ của Nyah, Sean Ambrose trong việc ngăn chặn hắn đánh cắp và phát tán loại virus chết người cũng như bán lại thuốc giải độc cho người trả giá cao nhất. Bộ phim do Ngô Vũ Sâm đạo diễn.

### Nhiệm vụ bất khả thi III(2006)
Ethan, đã giải nghệ khỏi IMF để chuẩn bị cho cuộc sống hôn nhân, tập hợp một nhóm đặc vụ để đối đầu với kẻ môi giới thông tin và vũ khí Owen Davian, kẻ đang có ý định tham gia một thương vụ mua bán một vật phẩm bí ẩn được gọi là "Chân Thỏ". Bộ phim do J. J. Abrams đạo diễn.

### Nhiệm vụ bất khả thi: Chiến dịch bóng ma(2011)
Ethan và toàn bộ tổ chức IMF bị quy trách nhiệm trong vụ đánh bom thành Kremlin trong khi đang tham gia điều tra một kẻ có mật danh "Cobalt". Anh cùng ba đặc vụ khác phải tham gia vào nhiệm vụ ngăn chặn hắn châm ngòi cho một cuộc chiến tranh hạt nhân toàn cầu. Bộ phim do Brad Bird đạo diễn.

### Nhiệm vụ bất khả thi: Quốc gia bí ẩn(2015)
Ethan Hunt bị một tổ chức bí ẩn tập hợp các đặc vụ phản bội mang tên Syndicate đe dọa tính mạng. Đối mặt với việc IMF bị giải thể, Hunt tập hợp đồng đội của anh nhằm chứng minh sự tồn tại của Syndicate và tiêu diệt tổ chức này bằng mọi giá. Bộ phim do Christopher McQuarrie đạo diễn.

### Nhiệm vụ bất khả thi: Sụp đổ(2018)
Phần còn lại của tổ chức Syndicate giờ đã thành lập nên một nhóm khủng bố tự mệnh danh là Tông đồ. Ethan Hunt và đồng đội của anh phải lần theo dấu chất phóng xạ plutonium bị đánh cắp và bị một đặc vụ CIA điều phối sau khi nhiệm vụ bị đi chệch hướng ban đầu. Bộ phim do Christopher McQuarrie đạo diễn.

## Đón nhận

### Doanh thu phòng vé
| Phim                                    | Ngày phát hành (Mỹ)  | Doanh thu phòng vé              | Doanh thu phòng vé | Doanh thu phòng vé | Doanh thu phòng vé | Xếp hạng     | Xếp hạng | Kinh phí      | Nguồn |
| Phim                                    | Ngày phát hành (Mỹ)  | Cuối tuần ra mắt (Mỹ và Canada) | Mỹ và Canada       | Ngoại địa          | Toàn cầu           | Mỹ và Canada | Toàn cầu | Kinh phí      | Nguồn |
| --------------------------------------- | -------------------- | ------------------------------- | ------------------ | ------------------ | ------------------ | ------------ | -------- | ------------- | ----- |
| Nhiệm vụ bất khả thi                    | 22 tháng 5 năm 1996  | 45.436.830 USD                  | 180.981.856 USD    | 276.714.503 USD    | 457.696.359 USD    | #238         | #224     | 80 triệu USD  | [ 2 ] |
| Nhiệm vụ bất khả thi 2                  | 24 tháng 5 năm 2000  | 57.845.297 USD                  | 215.409.889 USD    | 330.978.216 USD    | 546.388.105 USD    | #169         | #165     | 125 triệu USD | [ 3 ] |
| Nhiệm vụ bất khả thi 3                  | 5 tháng 5 năm 2006   | 47.743.273 USD                  | 134.029.801 USD    | 263.820.211 USD    | 397.850.012 USD    | #425         | #274     | 150 triệu USD | [ 4 ] |
| Điệp vụ bất khả thi: Chiến dịch bóng ma | 16 tháng 12 năm 2011 | 29.556.629 USD                  | 209.397.903 USD    | 485.315.477 USD    | 694.713.380 USD    | #178         | #108     | 145 triệu USD | [ 5 ] |
| Nhiệm vụ bất khả thi: Quốc gia bí ẩn    | 31 tháng 7 năm 2015  | 55.520.089 USD                  | 195.042.377 USD    | 487.671.890 USD    | 682.714.267 USD    | #205         | #110     | 150 triệu USD | [ 6 ] |
| Nhiệm vụ bất khả thi: Sụp đổ            | 27 tháng 7 năm 2018  | 61.236.534 USD                  | 188.200.660 USD    | 327.179.613 USD    | 515.380.273 USD    | #216         | #187     | 178 triệu USD | [ 7 ] |
| Tổng                                    | Tổng                 | Tổng                            | 1123062486 USD     | 2171679910 USD     | 3294742396 USD     | #21          | #18      | 828 triệu USD | [ 8 ] |

### Đánh giá chuyên môn
| Phim                                    | Rotten Tomatoes    | Metacritic       | CinemaScore |
| --------------------------------------- | ------------------ | ---------------- | ----------- |
| Nhiệm vụ bất khả thi                    | 64% (55 đánh giá)  | 59 (29 đánh giá) | B+          |
| Nhiệm vụ bất khả thi 2                  | 57% (146 đánh giá) | 59 (40 đánh giá) | B           |
| Nhiệm vụ bất khả thi 3                  | 70% (221 đánh giá) | 66 (42 đánh giá) | A–          |
| Điệp vụ bất khả thi: Chiến dịch bóng ma | 93% (238 đánh giá) | 73 (47 đánh giá) | A–          |
| Nhiệm vụ bất khả thi: Quốc gia bí ẩn    | 93% (295 đánh giá) | 75 (46 đánh giá) | A–          |
| Nhiệm vụ bất khả thi: Sụp đổ            | 97% (323 đánh giá) | 86 (60 đánh giá) | A           |
| Trung bình                              | 79%                | 70               | A–          |

### Tranh cãi
Nhiều người hâm mộ loạt phim truyền hình gốc đã tức giận khi Jim Phelps, người dẫn dắt đội IMF trong loạt phim gốc, lại trở thành kẻ phản bội trong phần phim đầu tiên khi đã bán bí mật của chính phủ cho một kẻ buôn vũ khí. Diễn viên Greg Morris, người vào vai Barney Collier trong loạt phim truyền hình gốc, cũng phẫn nộ với cách bộ phim phát triển nhân vật Jim Phelps và đã bước ra khỏi rạp trước khi bộ phim chiếu hết. Martin Landau, diễn viên thủ vai nhân vật Rollin Hand trong loạt phim gốc, cũng đưa ra nhiều ý kiến tiêu cực với phần phim. Trong một cuộc phỏng vấn với MTV vào tháng 10 năm 2009, Landau cho biết, "Khi họ bàn luận về việc phát triển nhân vật cho phần phim đầu tiên – không phải là phần kịch bản mà họ đã làm đâu – họ đã muốn phá hủy toàn bộ đội hình, với từng người một, và tôi đã phản đối điều đó." Anh nói thêm, "Đó chính xác là một bộ phim hành động-phiêu lưu chứ không phải 'Nhiệm vụ.' 'Nhiệm vụ' là một trò chơi trí tuệ. Một nhiệm vụ lý tưởng là khi mọi người tham gia vào và hoàn thành nó mà thậm chí còn không biết mình đang ở giai đoạn nào. Vậy nên mọi thứ đã được thay đổi. Tại sao tôi phải tự nguyện tham gia khi các nhân vật của chúng tôi đều tự tử hết? Tôi đã vứt bỏ nó. Phần kịch bản cũng chẳng hề xuất sắc chút nào."